# Zeta Indi
Désignations
Zeta Indi (en abrégé ζ Ind) est une étoile géante de la constellation australe de l'Indien. Elle est visible à l'œil nu avec une magnitude apparente de 4,89. D'après la mesure de sa parallaxe annuelle par le satellite Gaia, l'étoile est distante d'environ ∼ 450 a.l. (∼ 138 pc) de la Terre. Elle s'en rapproche à une vitesse radiale héliocentrique de −8 km/s.
Zeta Indi est une étoile géante rouge vieillissante de type spectral K5III. Ayant épuisé les réserves en hydrogène de son cœur, l'étoile s'est éloignée de la séquence principale, s'est étendue et refroidie. Son rayon est environ 45 fois plus grand que le rayon solaire. Elle est autour de 446 fois plus lumineuse que le Soleil et sa température de surface est de 3 963 K.